# Arthur Calwell
Arthur Auguste Calwell (28 août 1896 - 8 juillet 1973) est un homme politique australien, qui a été membre de la Chambre des représentants australienne pendant 32 ans de 1940 à 1972, ministre de l'Immigration dans le gouvernement de Ben Chifley (1945-1949) et chef du parti travailliste australien de 1960 à 1967.
Calwell est né à Melbourne. Son père était officier de police d'origine irlandaise et père et fils ont été actifs dans la communauté irlandaise de Melbourne (y compris comme membres du Club Celtique). Sa mère était d'ascendance irlando-américaine. Étudiant brillant, Calwell était un fervent catholique et a rejoint le Parti travailliste australien dans sa jeunesse. N'ayant pas les ressources nécessaires pour poursuivre des études universitaires, Calwell devient fonctionnaire de l'état de Victoria et travaille au ministère de l'Agriculture et au Trésor public.
Calwell a été président de la section du Victoria du syndicat des fonctionnaires de 1927 à 1931.

## Pour approfondir
- Arthur Calwell, Labor's Role In Modern Society (1963)
- Arthur Calwell, Be Just And Fear Not (1972)
- Colm Kiernan, Calwell (1978)
- Arthur Calwell, I Stand by a White Australia (1949)
- G. Freudenberg, 'Calwell, Arthur Augustus', in Australian Dictionary of Biography